# Araneus xizangensis
Araneus xizangensis là một loài nhện trong họ Araneidae.
Loài này thuộc chi Araneus. Araneus xizangensis được Hsen Hsu Hu miêu tả năm 2001.